# Bernhard Rammerstorfer

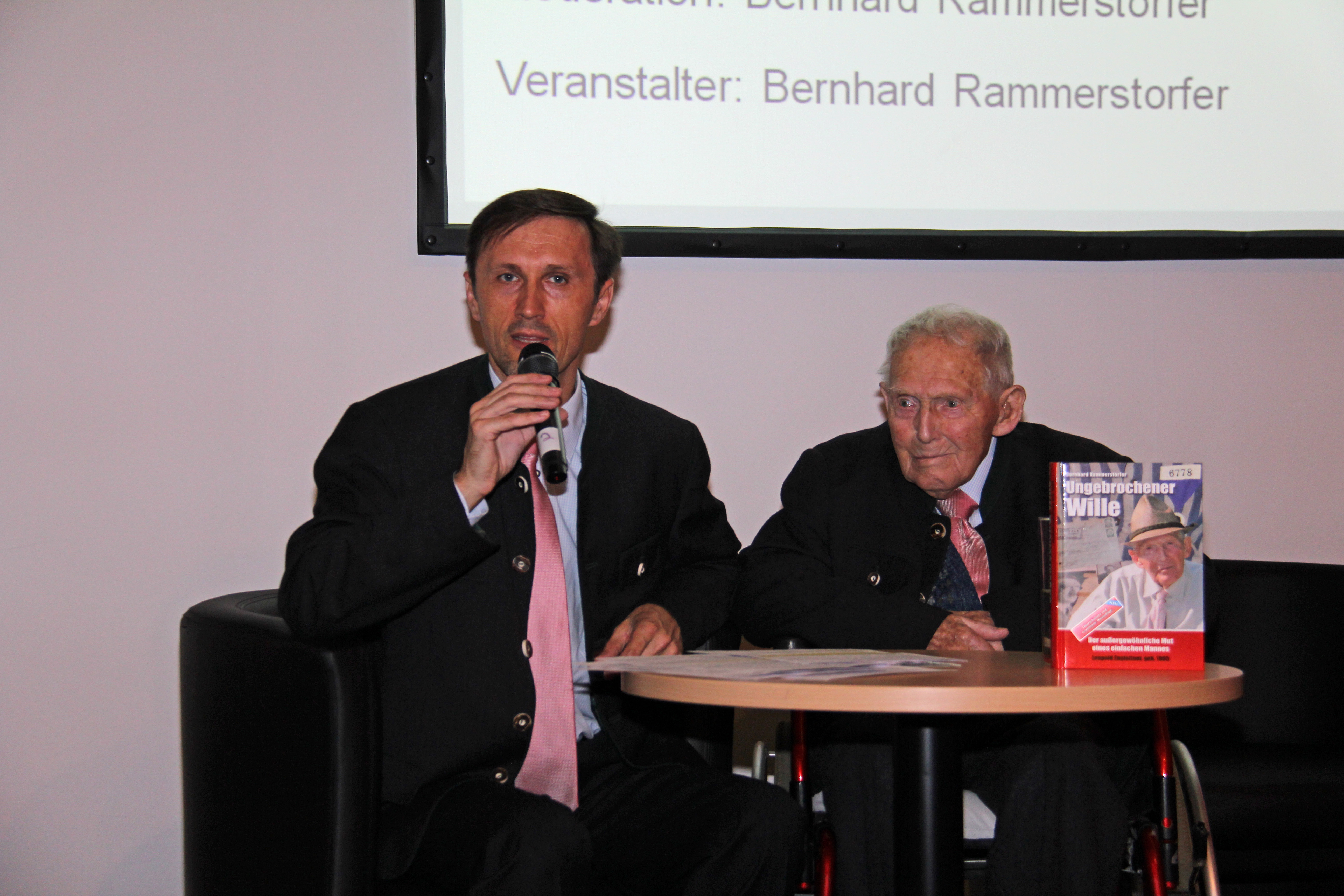
Bernhard Rammerstorfer und Leopold Engleitner auf der Frankfurter Buchmesse 2011

Bernhard Rammerstorfer (* 1968 in Österreich) ist ein österreichischer Autor sowie preisgekrönter Filmemacher und Filmproduzent.

## Leben und Werke
Bernhard Rammerstorfer stammt aus Niederwaldkirchen. Er schrieb und publizierte 1999 das Buch Nein statt Ja und Amen, das die Lebensgeschichte des Kriegsdienstverweigerers Leopold Engleitner erzählt. Rammerstorfer ist auch Produzent des gleichnamigen Dokumentarfilms Nein statt Ja und Amen.
2008 veröffentlichte er die Neufassung der Biografie Engleitners Ungebrochener Wille, die 2011 als erweiterte und überarbeitete Auflage erschien. Das Buch wurde ins Englische (2004), Französische (2007) und Russische (2009) übersetzt. 2006 produzierte Rammerstorfer den Dokumentarfilm Unbroken Will Captivates the United States, der im „Laemmle’s Music Hall 3“-Theater in Beverly Hills, Los Angeles, uraufgeführt wurde, und 2008 den Dokumentarfilm Ungebrochener Wille auf USA-Vortragstour: Leopold Engleitners unermüdlicher Einsatz für Toleranz, Menschlichkeit und Frieden im 101. Lebensjahr. 2009 fand die USA-Premiere im „Laemmle’s Sunset 5“ in West Hollywood, Los Angeles, statt.
2012 schrieb und publizierte Rammerstorfer das Buch Im Zeugenstand: Was wir noch sagen sollten, 100 Fragen – 900 Antworten, Interviews mit Holocaust-Überlebenden und NS-Opfern und produzierte eine gleichnamige DVD.
Ebenfalls 2012 produzierte er mit A. Ferenc Gutai den Dokumentarfilm Ladder in the Lions’ Den – Freedom is a Choice: Nazi Concentration Camp Survivor Leopold Engleitner: A 107-Year-Old Eyewitness Tells His Story, dessen USA-Premiere im November 2012 in Los Angeles stattfand. Im März 2013 wurde die deutsche Fassung Leiter in der Löwengrube – Was bedeutet Freiheit? KZ-Überlebender Leopold Engleitner: Ein 107-jähriger Zeitzeuge erzählt seine Geschichte in Österreich veröffentlicht.
Der Film Ladder in the Lions’ Den wurde im April 2013 bei den Filmfestivals „Fallbrook International Filmfestival 2013“ in Kalifornien, USA, und „Rincòn International Film Festival 2013“ in Puerto Rico mit internationalen Filmpreisen ausgezeichnet.

## Vorträge in Europa und den Vereinigten Staaten
In den USA erschienenen Buch und Film 2004 unter dem Titel Unbroken Will. Zu diesem Thema referierte Rammerstorfer mit Engleitner an Schulen, Universitäten, Gedenkstätten und anderen Institutionen in Deutschland, Italien, Österreich, der Schweiz, Russland und in den Vereinigten Staaten.* Rammerstorfer, Bernhard: Unbroken Will: The Extraordinary Courage of an Ordinary Man – The Story of Nazi Concentration Camp Survivor Leopold Engleitner, born 1905. Xlibris Corporation, 2014, ISBN 978-1-4931-5781-5.

## Internationale Filmpreise

### Für den FilmNein statt Ja und Amen
- „Ebenseer Bär in Gold“ beim internationalen Filmwettbewerb „31. Festival der Nationen 2003“, Österreich
- 1. Platz und bester Film der Kategorie A bei Filmwettbewerb „Oberösterreich im Film 2003“, Österreich

### Für den FilmLadder in the Lions’ Den
- Gewinner: „Best Documentary Short“ beim Filmfestival „Fallbrook International Film Festival 2013“, Fallbrook, Kalifornien, USA
- Gewinner: „Best Short Documentary“ beim Filmfestival „Rincón International Film Festival 2013“, Rincón, Puerto Rico
- Gewinner: „Audience Choice Award for a Documentary“ beim Filmfestival „Marina del Rey Film Festival 2013“, Los Angeles County, Kalifornien, USA
- Gewinner: „Best International Feature Documentary“ beim Filmfestival „Laughlin International Film Festival 2013“,  Nevada, USA
- Offizielle Auswahl: „Festival of Tolerance: 7th Zagreb International Jewish Film Festival 2013“, Kroatien
- Offizielle Auswahl: „Festival of Tolerance: 1st Rijeka International Jewish Film Festival 2013“, Kroatien
- Offizielle Auswahl: „Chagrin Documentary Film Festival 2013“, Chagrin Falls, Ohio, USA
- Offizielle Auswahl: „Life Fest Film Festival 2014“, Hollywood, Kalifornien, USA
- Nominierung: „Alan Fortunoff Humanitarian Award“ beim Filmfestival „Long Island International Film Expo 2014“, Long Island, New York, USA
- Nominierung: „Best Documentary“ beim Filmfestival „Long Island International Film Expo 2014“, Long Island, New York, USA
- Offizielle Auswahl: „Green Bay Film Festival 2015“, Green Bay, Wisconsin, USA
- Gewinner: „Special Jury Mention“ beim „European International Film Festival 2016“, St. Petersburg, Russland
- Gewinner: „Best Documentary Short“ beim Filmfestival „Cutting Edge International Film Festival 2016“, Florida, USA
- Gewinner: „Audience Award“ beim Filmfestival „Cutting Edge International Film Festival 2016“, Florida, USA
- Gewinner: „Best Religious/Spiritual Film“ beim Filmfestival „Erie International Film Festival 2016“, Pennsylvania, USA
- Offizielle Auswahl: „GardenCity International Film Festival 2017“, Bangalore, Indien
- Gewinner: „Best Documentary Film“ beim Filmfestival „Switzerland International Film Festival 2018“, Schweiz, Europa
- Semi-Finalist: „Best Documentary“ beim Filmfestival "Film for Peace 2020", Toronto, Kanada

### Für den FilmTaking the Stand
- Gewinner: „Alan Fortunoff Humanitarian Award“ beim Filmfestival „Long Island International Film Expo 2016“, Long Island, New York, USA
- Nominierung: „Best Documentary“ beim Filmfestival „Long Island International Film Expo 2016“, Long Island, New York, USA
- Gewinner: „Best Short Documentary Film“ beim Filmfestival „Laughlin International Film Festival 2016“, Laughlin, Nevada, USA
- Finalist: European International Film Festival 2017, St. Petersburg, Russia
- Finalist: Golden Hollywood International Film Festival 2019, Hollywood, Kalifornien, USA

## Auszeichnung
- 2006 Elfriede-Grünberg-Preis der Welser Initiative gegen Faschismus

## Werke

### Filme
Bernhard Rammerstorfer ist Produzent und Regisseur der folgenden Filme:
- Nein statt Ja und Amen. Leopold Engleitner: Er ging einen anderen Weg, 61 Min., 1999, Dokumentarfilm; englisch: Unbroken Will (2004).
- Nein statt Ja und Amen. Leopold Engleitner: 100 Jahre ungebrochener Wille, 180 Min., 2005, DVD.
- Unbroken Will Captivates the United States: Victim of Nazi Tyranny Leopold Engleitner Keeps History Alive in his 100th Year, 33 Min. 2006, Dokumentarfilm.
- Ungebrochener Wille auf USA-Vortragstour: Leopold Engleitners unermüdlicher Einsatz für Toleranz, Menschlichkeit und Frieden im 101. Lebensjahr, 50 Min., 2008, Dokumentarfilm; englisch: Unbroken Will USA Tour (2009).
- Mit Co-Produzent A. Ferenc Gutai: Ladder in the Lions’ Den – Freedon Is a Choice, Nazi Concentration Camp Survivor Leopold Engleitner: A 107-Year-Old Eyewitness Tells His Story. 40 Min., 2012, Dokumentarfilm.
- Im Zeugenstand: Was wir noch sagen sollten, 100 Fragen – 900 Antworten, Interviews mit Holocaust-Überlebenden, 128 Min., 2012, DVD.
- Leiter in der Löwengrube – Was bedeutet Freiheit? KZ-Überlebender Leopold Engleitner: Ein 107-jähriger Zeitzeuge erzählt seine Geschichte, 44 Min., 2013

## Nachweise der Filmpreise
- https://www.facebook.com/bernhard.rammerstorfer
- https://www.facebook.com/LeopoldEngleitner
- https://www.facebook.com/TakingTheStand.WeHaveMoreToSay
- https://twitter.com/brammerstorfer
- http://marinadelreyfilmfestival.blogspot.co.at/
- http://laughlinbuzz.blogspot.co.at/2013/10/2013-laughlin-international-film.html
- http://longislandfilm.com/2014-winners/
- http://www.tips.at/news/niederwaldkirchen/land-leute/346856-dokumentarfilm-ueber-kz-ueberlebenden-holte-in-russland-den-naechsten-filmpreis
- http://cuttingedgefilmfest.com/2016-cutting-edge-film-festival-award-winners/
- http://erieinternationalfilmfest.com/2016-erie-international-film-winners/
- http://www.nachrichten.at/oberoesterreich/salzkammergut/Ein-toter-Mann-der-dennoch-lebt;art71,2298375
- Österreichische Holocaust-Doku bei Festival in New York ausgezeichnet, tt.com vom 22. Juli 2016
- http://www.meinbezirk.at/urfahr-umgebung/lokales/neuerlicher-us-filmpreis-fuer-neuen-holocaust-dokumentarfilm-d1900137.html
- https://laughlinfilmfestival.squarespace.com/
- http://eurofest.weebly.com/
- http://www.festti.com/award-winners-2018
- https://www.sn.at/politik/innenpolitik/doku-ueber-kz-ueberlebenden-engleitner-bekam-bereits-17-preise-63050959
- filmfreeway.com